# Curado

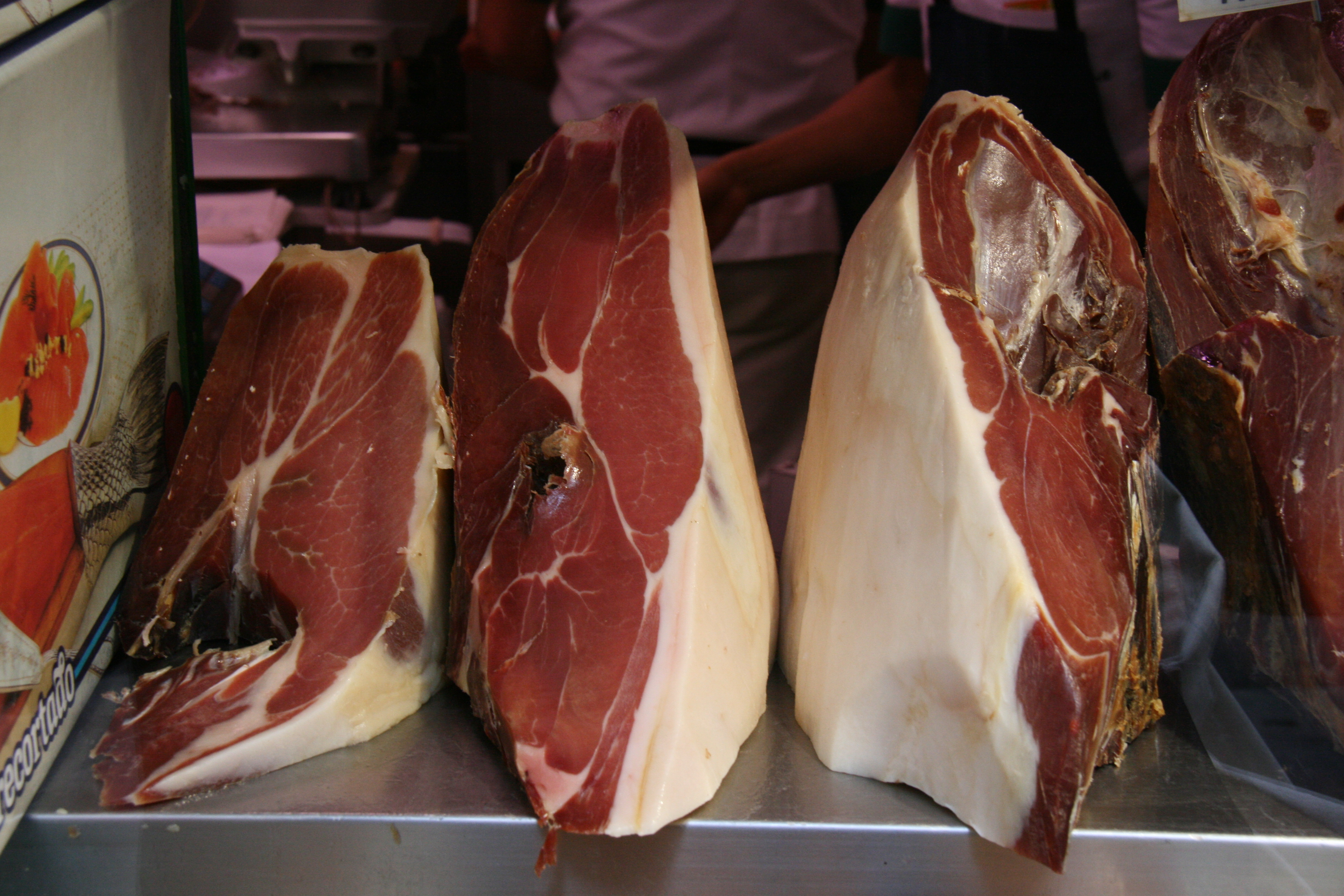
El jamón es uno de los productos curados.

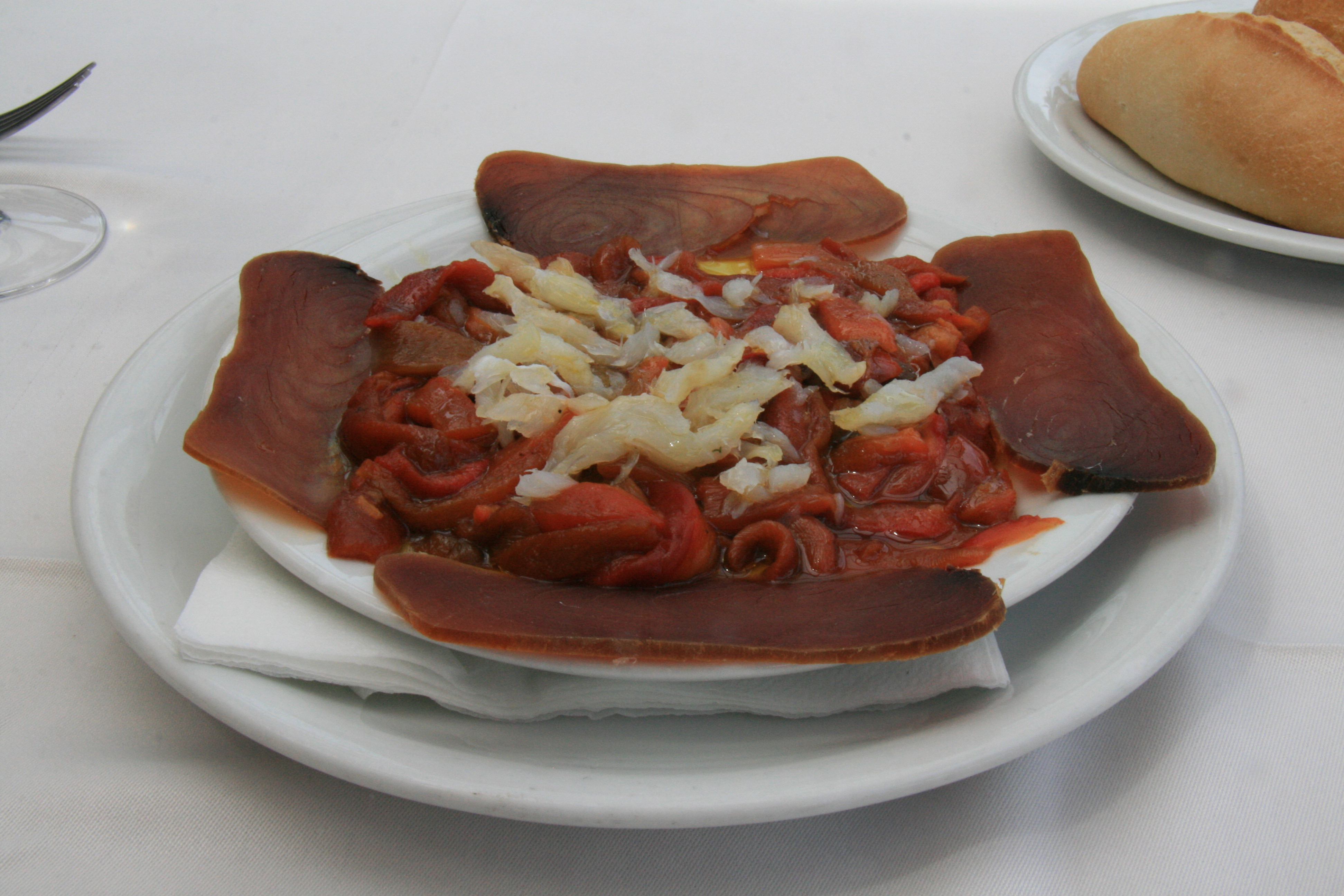
La mojama de atún.

El curado es cualquiera de los procesos de sanar, conservación y sazonado de alimentos, especialmente de carne y pescado, o de vegetales o frutos, que requieren este proceso para su consumo, tales como la aceituna;  mediante la adición de una combinación de sal, azúcar, nitratos o nitritos. Muchos alimentos con procesos de curado también incluyen que se lleve a cabo el ahumado de estos.

## Acción química
Las reacciones químicas del curado son muy complejas, con reacciones lentas de proteínas y grasas por autólisis y oxidación. Estas reacciones pueden producirse solo por autooxidación, aunque típicamente van acompañadas por enzimas del alimento además de hongos y bacterias benignas.
Para permitir estas reacciones de curado lentas y evitar la descomposición rápida por putrefacción, se extrae el agua del alimento, haciéndolo poco hospitalario para los microorganismos. Esto suele hacerse aplicando sal y una combinación de otros ingredientes.

### Sal
La sal de mesa, que consiste principalmente de cloruro sódico, es el ingrediente más importante en el curado y se usa en cantidades relativamente grandes. La sal elimina e inhibe el crecimiento de microorganismos extrayendo el agua de las células, tanto del microbio como del alimento, mediante ósmosis. Se necesitan concentraciones de sal de al menos un 20% para matar la mayor parte de las bacterias no deseadas.
Una vez salado adecuadamente, el interior del alimento contiene suficiente sal para ejercer presiones osmóticas que previenen o retardan el crecimiento de muchos microbios no deseados.

### Azúcar
Aunque a menudo se usa para dar un sabor agradable, el azúcar también puede emplearse para fomentar el crecimiento de bacterias beneficiosas, como las del género Lactobacillus. La dextrosa o la sacarosa que se usan de esta forma fermentan el alimento.
Como el crecimiento de bacterias no deseadas se retrasa, el lactobacilo tolerante a la sal los supera y evita posteriormente su crecimiento generando un ambiente ácido (pH sobre 4,5) mediante la producción de ácido láctico. Esto inhibe el crecimiento de otros microbios y explica el sabor ácido de algunos productos curados.

### Nitratos o nitritos
Los nitratos y nitritos no solo ayudan a matar bacterias, sino que también producen un sabor característico y dan a la carne un color rosado o rojo. El nitrato (NO3-), provisto por ejemplo por el nitrato sódico o el nitrato potásico, se usa como fuente de nitrito (NO2-). El nitrito se descompone en la carne el óxido nítrico (NO), que se une al átomo de hierro del centro del grupo hemo de la mioglobina, reduciendo la oxidación y provocando un color marrón rojizo (nitrosomioglobina) cuando el alimento está crudo y el característico color rosa (nitrosohemocromo) cuando se cocina.
La presencia de nitratos y nitritos en la comida es controvertida debido al desarrollo de nitrosaminas cuando el alimento, principalmente la panceta, se cocina a altas temperaturas. Sin embargo, los compuestos de nitrato y nitrito no son perjudiciales en sí, y se cuentan entre los antioxidantes presentes en la verdura fresca. El uso de estos compuestos está cuidadosamente regulado en la producción de alimentos curados: en los Estados Unidos, su concentración en el producto final se limita a 200 ppm, y suele ser más baja. Por último, son irreemplazables en la prevención del botulismo debido al consumo de salchichas curadas, al evitar la germinación de esporas.
Un estudio de la Universidad de Columbia de 2007 sugiere una relación entre el consumo de carne curada y la enfermedad pulmonar obstructiva crónica. Los nitritos fueron propuestos como posible causa.

### Humo
El humo añade compuestos químicos a la superficie de un alimento, afectado a la capacidad de crecimiento de bacterias y hongos, inhibiendo la oxidación de la grasa (y por tanto la ranciedad) y cambiando el sabor.

## Historia
Históricamente la gente de todo el mundo ha curado carne para evitar el desperdicio de comida valiosa y asegurarse el sustento en caso de malas cosechas o temporadas de caza. Aunque una dieta rica en sal está vinculada a un mayor riesgo de accidente cardiovascular, en el pasado la carestía de alimento era un problema mayor.
El bacalao en salazón, que se secaba al aire en el frío norte europeo, fue un producto alimenticio que cambió la civilización, al poderse convertir un alimento abundante pero perecedero en una forma que permitía largos viajes y por tanto la exploración. La carne salada fue ampliamente usada como fuente alimenticia en barcos de vela, al ser imperecedera y fácil de almacenar. Eric Newby escribió que las carnes saladas supusieron la mayoría de la dieta de la tripulación hasta tan tarde como en su travesía a bordo del Moshulu (que carecía de toda refrigeración) en 1938.
La carne y el pescado en salazón son un alimento básico común en las dietas del norte de África, sur de China y en el Ártico.
En el norte de Argentina se hace un procedimiento igual, implica en dejar la carne con sal en el sol por varios días.